# Patrick Cunningham
Patrick Joseph Cunningham Langlois, mais conhecido como Pat, nasceu em 9 de setembro de 1980.
Mesmo não sendo um membro oficial da banda Simple Plan, é o responsável pela criação de logos, atualizações do site, pelo merchandising e um dos fundadores da marca de roupas Role Model. Também organiza os shows e dirige os DVD que a banda lança.
Ele apresenta junto com Sebastien Lefebvre um programa de rádio, o Man of the Hour.
Ele fez também participação especial em quase todos os clipes da banda Simple Plan tais como Perfect, Welcome to My Life, Addicted, Shut Up!, Perfect World e outros.
Foi ele o principal mentor do DVD da banda A Big Package For You, trabalho pelo qual foi nomeado para os prémios Juno.
Conheceu os Simple Plan por intermédio do baterista Chuck Comeau uma vez que andaram na mesma turma.